# Lampeter

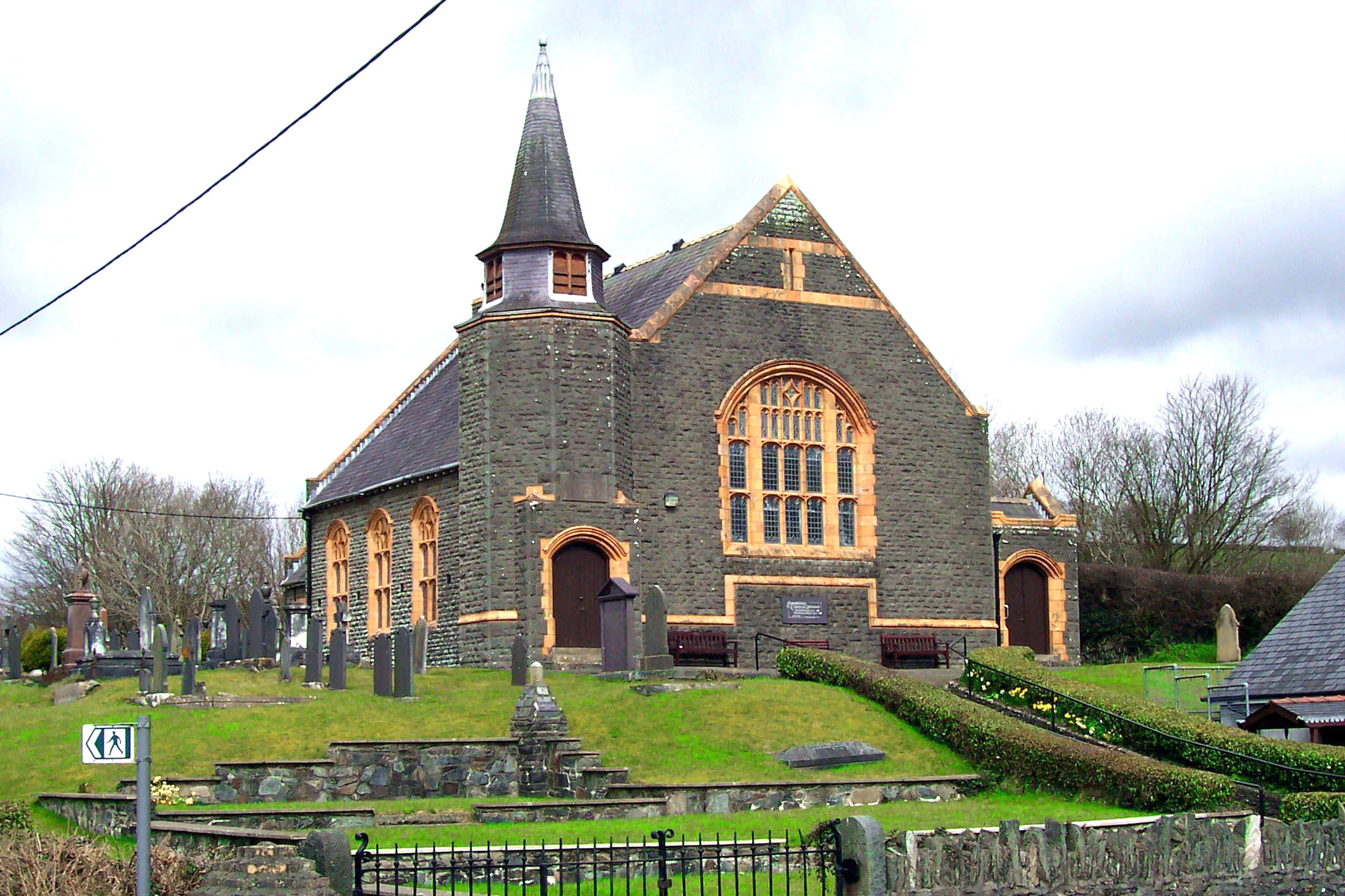
Lampeter, kościół św. Piotra

Lampeter (wal. Llanbedr Pont Steffan lub potocznie Llambed) – miasto w środkowej Walii leżące w hrabstwie Ceredigion, u zbiegu rzek Teifi i Dulas. Populacja: ok. 2000 mieszkańców. 75% ludności to osoby walijskojęzyczne. Dodatkowo ok. 1000 mieszkańców stanowią studenci działającej w mieście od 1967 roku filii Uniwersytetu Walijskiego. Ma ona swoją siedzibę w budynkach byłego College'u św. Dawida (ang. St. David's College), który powstał w 1822 roku. Była to wówczas pierwsza wyższa uczelnia w Walii i trzecia, po uniwersytetach w Oxford i Cambridge, w całej Wielkiej Brytanii.
Walijska nazwa miasta oznacza kościół św. Piotra (Llanbedr) oraz most Stefana (Pont Steffan). Pierwsza historyczna wzmianka o Lampeter pochodzi z 1137 roku, kiedy to walijski książę Owain Gwynedd, walczący z królem Anglii Henrykiem II, zburzył królewski zamek Pont Steffan. Pozostałości tego zamku wciąż znajdują się na terenie uniwersyteckiego campusu.
W okolicach miasteczka osiedliło się po II wojnie światowej ok. 400 Polaków, którzy w czasie wojny służyli w brytyjskich siłach zbrojnych i obawiali się powrotu do rodzinnego kraju. Rząd brytyjski przekazał im do zagospodarowania niewielkie farmy we wsiach położonych wokół Lampeter. Osadnikom tym poświęcona jest tablica znajdująca się w lokalnym kościele katolickim, w którym do tej pory raz w miesiącu odprawiana jest polska msza święta. Obecnie jednak spora część starej emigracji już nie żyje, natomiast jej potomstwo w większości przypadków zmieniło miejsce zamieszkania, przenosząc się do bardziej rozwiniętych ekonomicznie regionów Wielkiej Brytanii, toteż poza wspomnianą mszą nie ma w miasteczku zbyt wielu akcentów polonijnych (które jeszcze w latach siedemdziesiątych były spotykane dość często).
W 1963 roku powstała w Lampeter Armia Wolnej Walii (ang. Free Wales Army, wal. Byddin Rhyddid Cymru). Była to paramilitarna organizacja separatystyczna stawiająca sobie za cel utworzenie autonomicznej Republiki Walijskiej. Miała ambicje stać się walijskim odpowiednikiem Irlandzkiej Armii Republikańskiej, jednak ze względu na skromną liczebność (od 50 do 200 członków) jej działalność ograniczyła się jedynie do kilku demonstracji o charakterze happeningowym, zorganizowanych w latach 1963-1969. Założycielem i przywódcą Armii Wolnej Walii był mieszkaniec Lampeter, William Julian Cayo-Evans (1937–1995), za swoją działalność skazany w 1969 roku na 15 miesięcy więzienia.
Lampeter, podobnie jak większość małych, walijskich miast, nie dysponuje rozwiniętą infrastrukturą oraz przemysłem. Większość mieszkańców zajmuje się rolnictwem lub pracuje w handlu i usługach.